# Rhaphidorrhynchium lignicola
Rhaphidorrhynchium lignicola är en bladmossart som beskrevs av Brotherus 1925. Rhaphidorrhynchium lignicola ingår i släktet Rhaphidorrhynchium och familjen Sematophyllaceae. Inga underarter finns listade i Catalogue of Life.